# Lafoensia punicifolia
Lafoensia punicifolia là một loài thực vật có hoa trong họ Lythraceae. Loài này được DC. mô tả khoa học đầu tiên năm 1826.